# Дим

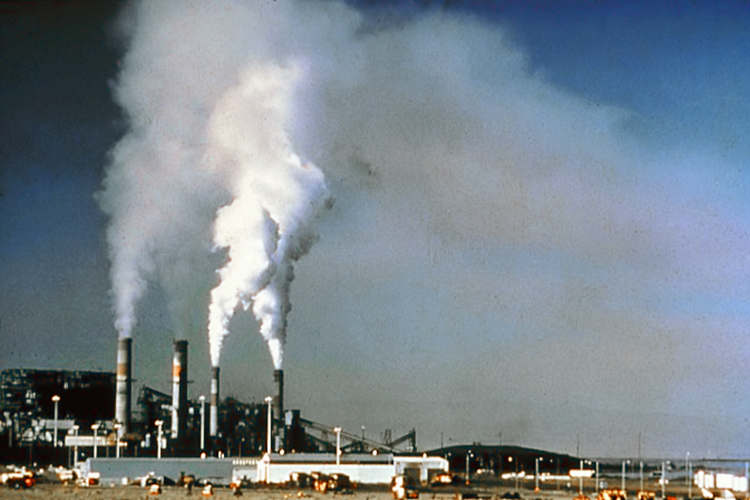

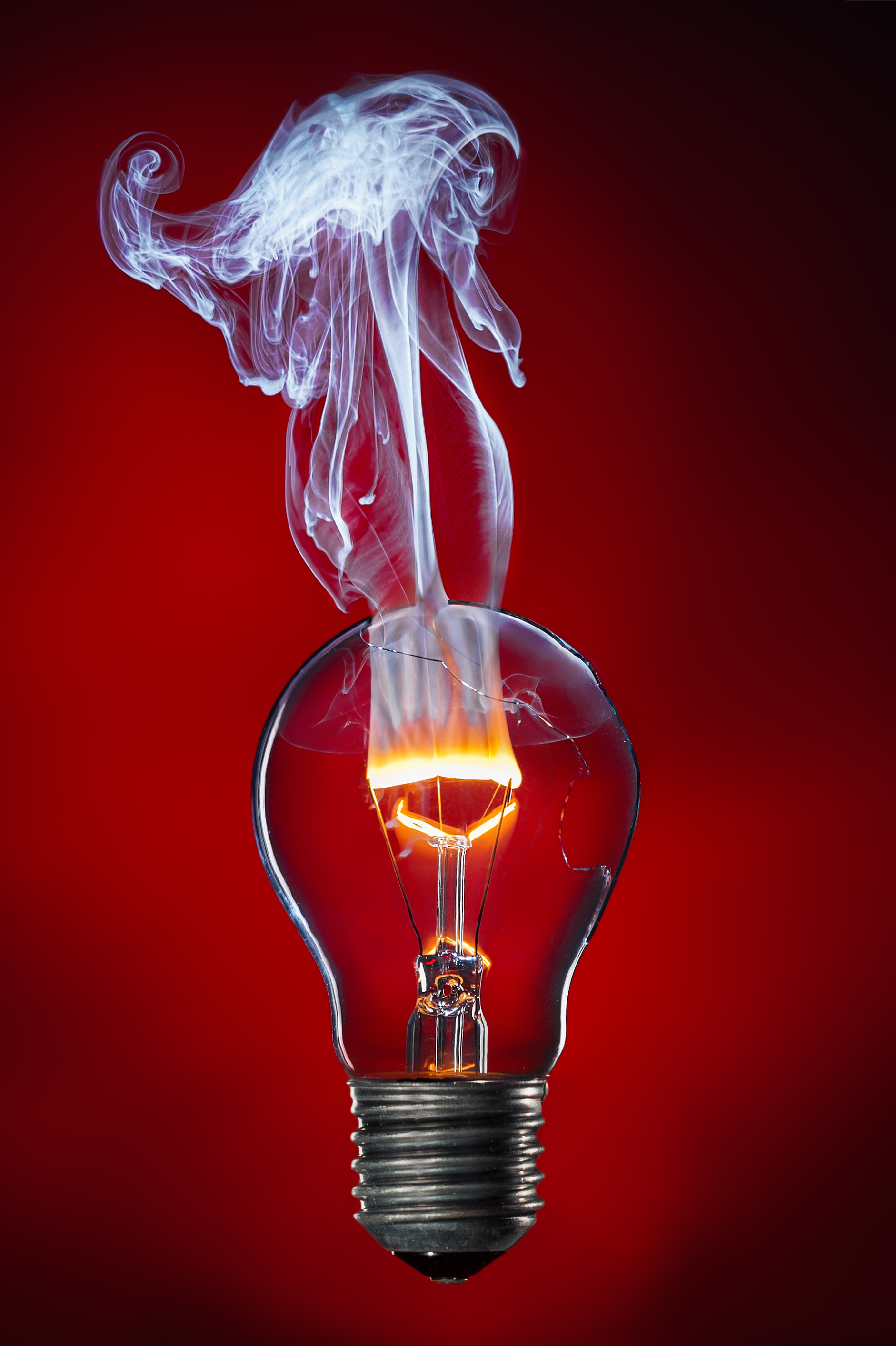
Дрібні часточки оксиду вольфраму при згоранні утворюють клуби диму в розгерметизованій лампі розжарювання

Дим — природне явище, стійка дисперсна система, яка складається з дрібних твердих частинок, завислих у повітрі або в інших газах. Дим — типовий аерозоль з розмірами частинок від 10−7 до 10−5 м. На відміну від більш грубодиспесної системи — пилу — дим не осідає під дією сили земного тяжіння. Частинки диму можуть слугувати ядрами конденсації атмосферної вологи, в результаті чого виникає туман.
Дим — суцільне помутніння атмосфери з горизонтальною дальністю видимості.
- Дальність видимості: 2 м — від 1 до 9 км. Видимість може знижуватися до декількох сотень або декількох десятків метрів.
- Помутніння атмосфери: за рахунок зважених в повітрі частинок диму, гару і т. д. різного походження (виробничий дим, міський смог від вихлопів автомобілів, дим від торф'яних, лісових, степових пожеж і т. д.)[1]